# Lepidocephalichthys manipurensis
Lepidocephalichthys manipurensis är en fiskart som beskrevs av Arunkumar 2000. Lepidocephalichthys manipurensis ingår i släktet Lepidocephalichthys och familjen nissögefiskar. IUCN kategoriserar arten globalt som livskraftig. Inga underarter finns listade i Catalogue of Life.